# Matang Keupula Satu
Matang Keupula Satu is een bestuurslaag in het regentschap Aceh Timur van de provincie Atjeh, Indonesië. Matang Keupula Satu telt 601 inwoners (volkstelling 2010).